# Fiodor Gusiew (generał)
Fiodor Iwanowicz Gusiew (ros. Фёдор Иванович Гусев, ur. 1898 we wsi Ostrowa w guberni pskowskiej, zm. 1955) – funkcjonariusz radzieckich organów bezpieczeństwa, generał major.

## Życiorys
Od lutego 1917 do stycznia 1918 w rosyjskiej armii, od lutego do października 1918 referent inspekcji świadczeń rzeczowych w Piotrogrodzie, od października 1918 do grudnia 1920 w Armii Czerwonej na Froncie Południowym i w Kałudze, od listopada 1919 w RKP(b). Od grudnia 1920 do maja 1927 pomocnik pełnomocnika, pełnomocnik i pełnomocnik operacyjny gubernialnej Czeki w Kałudze/gubernialnego oddziału GPU, od maja 1927 do czerwca 1933 pełnomocnik operacyjny i zastępca szefa, a od czerwca 1933 do lutego 1934 szef Wydziału Specjalnego OGPU 81 Dywizji Piechoty w Kałudze. Od lutego 1934 do września 1936 szef Wydziału Specjalnego OGPU/NKWD 4 Brygady Zmechanizowanej w Bobrujsku, od 23 marca 1936 lejtnant bezpieczeństwa państwowego, od września 1936 do grudnia 1937 szef rejonowego oddziału NKWD w Bobrujsku i szef Wydziału Specjalnego NKWD 5 Korpusu Piechoty, 7 lutego 1937 mianowany starszym lejtnantem bezpieczeństwa państwowego. Od 9 grudnia 1937 do 11 kwietnia 1938 szef okręgowego oddziału NKWD w Połocku, od 31 marca do 11 kwietnia 1938 p.o. szefa Zarządu NKWD obwodu mińskiego, od 11 kwietnia do 20 maja 1938 szef Zarządu NKWD obwodu poleskiego, od maja do września 1938 szef Wydziału Specjalnego NKWD 4 Korpusu Strzelców, od września 1938 do kwietnia 1939 szef Wydziału Specjalnego NKWD 1 Armii Specjalnego Przeznaczenia, od 8 stycznia 1939 kapitan bezpieczeństwa państwowego. Od kwietnia 1939 do stycznia 1940 szef Wydziału Specjalnego NKWD 2 Armii Specjalnego Przeznaczenia w Woroneżu, od stycznia do lipca 1940 szef Wydziału Specjalnego NKWD grupy lotniczej w Estonii, od lipca do 30 września 1941 szef Wydziału Specjalnego NKWD/Ludowego Komisariatu Obrony Leningradzkiego Okręgu Wojskowego jako komisarz pułkowy i od 23 sierpnia 1941 major bezpieczeństwa państwowego. Od 30 września 1941 do 13 kwietnia 1942 szef Wydziału Specjalnego 42 Armii, od 13 kwietnia do 2 czerwca 1942 zastępca szefa Wydziału Specjalnego NKWD Frontu Leningradzkiego, od 2 czerwca 1942 do maja 1943 szef Wydziału Specjalnego NKWD/Wydziału Kontrwywiadu Ludowego Komisariatu Obrony Południowo-Uralskiego Okręgu Wojskowego, od 14 lutego 1943 w stopniu pułkownika, od 26 maja 1943 do lutego 1944 generał major i szef Wydziału Kontrwywiadu Ludowego Komisariatu Obrony Środkowoazjatyckiego Okręgu Wojskowego, od lutego 1944 szef Wydziału Kontrwywiadu Ludowego Komisariatu Obrony Armii Zachodniego Okręgu Obrony Powietrznej, później szef Wydziału Kontrwywiadu MGB korpusu w Leningradzkim Okręgu Wojskowym, od lutego do października 1949 zastępca szefa Zarządu Kontrwywiadu MGB Leningradzkiego Okręgu Wojskowego, następnie na emeryturze.

## Odznaczenia
- Order Lenina
- Order Czerwonego Sztandaru
- Order Wojny Ojczyźnianej I klasy (dwukrotnie - 28 października 1943 i 23 maja 1945)
- Order Czerwonej Gwiazdy (21 kwietnia 1943)
- Medal jubileuszowy „XX lat Robotniczo-Chłopskiej Armii Czerwonej” (22 lutego 1938)
- Odznaka "Honorowy Pracownik Czeki/GPU (XV)" (8 maja 1938)
- Odznaka "Zasłużony Funkcjonariusz NKWD" (2 lutego 1942)

I 3 medale.